# 100 nábojů
100 nábojů je americká komiksová série napsaná Brianem Azzarellem a ilustrovaná Eduardem Rissem. V USA komiks vydalo nakladatelství DC Comics prostřednictvím svého imprintu Vertigo Comics. Původní vydání bylo vydáváno měsíčně časopisecky od srpna 1999 do dubna 2009. Celou sérii tvoří 100 čísel, která byla později vydána ve 13 svazcích. Série byla oceněna cenami Eisner Award a Harvey Award.

## Stručný popis
Žánrem se jedná o noir a pulp moderní fikci, která hojně využívá grafického zobrazování násilí. Scenárista Brian Azzarello často využíval místní dialekty, slangovou řeč a dialogy v metaforách. Původním záměrem bylo vydávat různé kriminální případy, ale postupně se ze 100 nábojů stala kriminální sága s provázaným dějem.

### Děj
Jádrem série je otázka, zda by člověk spáchal násilnou odvetu, pokud by získal prostředky a příležitost, díky kterým by měl jistotu beztrestně uspět. Takovou příležitost v sérii nabízí záhadný Agent Philip Graves se svým kufříkem, který obsahuje pistoli, sto nábojů a dokumentaci viníka.
Postupně je rozpracováván příběh o organizaci The Trust, jejíž výkonnou složkou je skupina The Minutemen, jejichž členem je i Agent Graves. Tato organizace byla založena v 16. století hlavami třinácti nejmocnějších a nejbohatších evropských rodin. Ve 20. století však byli The Minutemen zrazeni organizací The Trust a Agent Graves se postavil na vlastní nohy a vzepřel se organizaci. Další členy z The Minutemen vyřadil z programu a vymazal jim paměť. Postupně některé členy reaktivuje a najímá i nové členy, aby se mohl postavit organizaci The Trust.

## Česká vydání

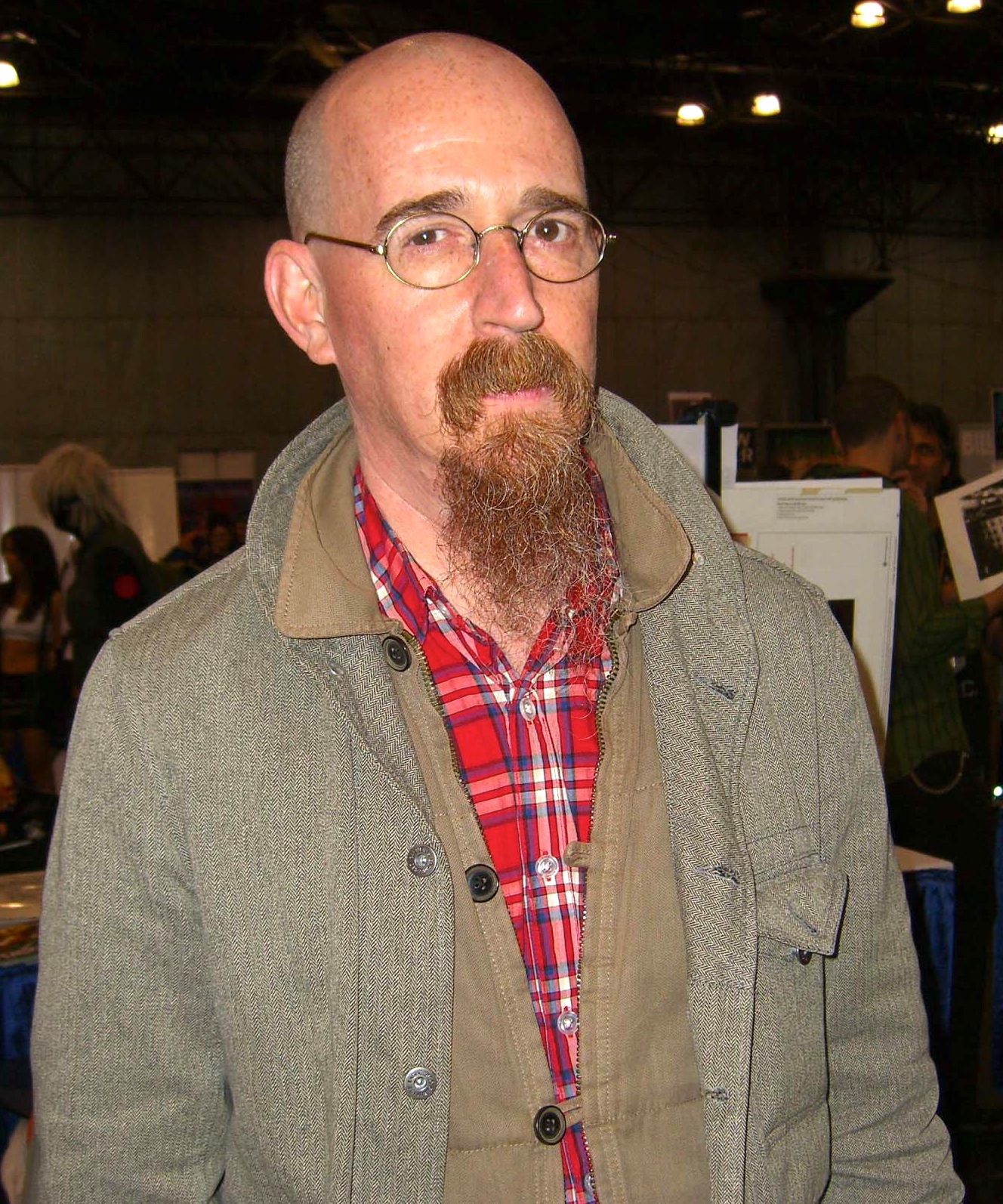
Autor 100 nábojů Brian Azzarello.

V České republice vydalo příběhy 100 nábojů nakladatelství BB/art.
- 2007 - 100 nábojů – První výstřel, poslední šance / (100 Bullets #1–5, First Shot, Last Call, 2000)
- 2008 - 100 nábojů – Záblesk druhé šance / (100 Bullets #6–14, Split Second Chance, 2000)
- 2010 - 100 nábojů – Hlas krve / (100 Bullets #15–19, Hang up on the Hang Low, 2001)
- 2011 - 100 nábojů – Rozčtvrcený zítřek / (100 Bullets #20–30, A Foregone Tomorrow, 2002)
- 2011 - 100 nábojů – Nezabiješ / (100 Bullets #31–36, The Counterfifth Detective, 2003)
- 2012 - 100 nábojů – Šest na odstřel / (100 Bullets #37–42, Six Feet Under The Gun, 2003)
- 2012 - 100 nábojů – Samuraj / (100 Bullets #43–49, Samurai, 2004)
- 2013 - 100 nábojů – Posmrtné blues / (100 Bullets #50–58, The Hard Way, 2005)
- 2013 - 100 nábojů – Smrt je mým řemeslem / (100 Bullets #59–67, Strychnine Lives, 2005–06)
- 2015 - 100 nábojů – Dekadence / (100 Bullets #68–75, Decayed, 2006)
- 2016 - 100 nábojů – Začátek konce / (100 Bullets #76–83, Once Upon a Crime, 2006–07)
- 2018 - 100 nábojů – Špinavci / (100 Bullets #84–88, Dirty, 2007–08)
- 2018 - 100 nábojů – Smůla / (100 Bullets #89–100, Wilt, 2008–09)